# Правительственные здания (Сува)
Правительственные здания (англ. Government Buildings) — комплекс здания органов исполнительной власти правительства Фиджи в Суве. Построенные в конце 1930-х годов как резиденция колониальной администрации, в зданиях в стиле ар-деко в настоящее время размещаются офисы премьер-министра Фиджи, Высокий суд Фиджи и несколько правительственных министерств. С 2014 года также является резиденцией парламента Фиджи (как и ранее, с момента обретения независимости в 1970 году до государственных переворотов 1987 года).

## История
Первый камень при строительстве зданий был заложен в 1937 году, проект был разработан главным колониальным архитектором Уолтером Фредериком Хеджесом, который с 1928 по 1931 год работал в Федерированных малайских государствах, где спроектировал больницу Куала-Лумпур и Истана Искандария (дворец султана Перака). Уолтер Хеджес ранее работал главным архитектором в Департаменте общественных работ в колонии Золотой Берег, где спроектировал Колледж принца Уэльского в  Ахимоте и был награжден Орденом Британской империи.
В мае 1939 года правительственные здания были официально открыты губернатором Гарри Люком. С момента открытия правительственные здания были резиденцией колониальной администрации и Законодательного совета Фиджи. После обретения независимости в 1970 году Законодательный совет стал парламентом Фиджи до государственных переворотов 1987 года. Затем парламент был перемещен во временное помещение до открытия нового комплекса зданий в 1992 году. Работа парламента была приостановлена после государственного переворота 2006 года, затем возобновил деятельность после проведения парламентских выборов 2014 года и вернулся на свое историческое место в правительственных зданиях.
В 2013 году главный судья Энтони Гейтс заказал проведение ремонтных работ в судебной части правительственных зданий, включая восстановление башни с часами на Гладстон-роуд, которая была построена компанией Cumbria Clock Company в 1939 году.

## Местонахождение
Здание расположено через дорогу от парка Альберта, на улицах Southern Cross Road, Gladestone Road, Thurston Street и Victoria Parade. Перед зданием расположены две статуи: Такомбау и Лала Сукуна. Здания расположены рядом с Домом правительства на юге на улице Victoria Parade.